# Abigajil
Abigajil (אֲבִגַיִל avigajil, deutsch ‚Abigajil‘ übersetzt „Mein Vater ist Freude“, „Mein Gott ist Freude“) ist eine Person der Bibel. Sie ist die Frau Nabals und heiratet nach dessen Tod David. Zudem gibt es eine Schwester Zerujas namens Abigajil.

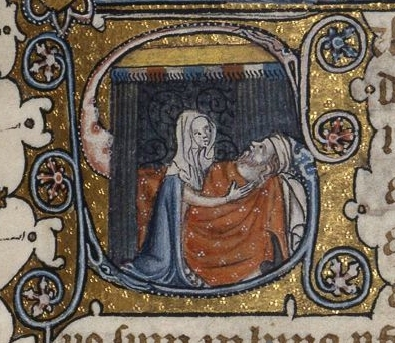
Illustrierte Darstellung von Abigajil, die den sterbenden Nabal in ihrem Arm hält.

## Etymologie
Der Personenname אֲבִגַיִל avigajil, deutsch ‚Abigajil‘ (1 Sam 25,3 ) ist aus zwei Elementen zusammengesetzt. Dabei ist der erste Teil vom hebräischen אֲבִי avi, deutsch ‚mein Vater‘ und der nachfolgende von dem Verb געל ga‘al, deutsch ‚freuen, jubeln‘ abgeleitet. Übersetzt bedeutet der Name somit „Mein Vater ist Freude“. Hierbei kann „Vater“ auch als Synonym für eine Gottheit aufgefasst werden, sodass „Mein Gott ist Freude“ eine weitere Übersetzungsmöglichkeit ist.

## Namensvarianten im masoretischen Text
Für den Namen sind im masoretischen Bibeltext vier verschiedene Schreibweisen (Ketib) und drei Aussprachevarianten (Qere) belegt. Die häufigste Schreibweise (1.) ist אביגיל ’bjgjl, vokalisiert als אֲבִיגַיִל ’avigajil, bzw. אֲבִיגָיִל ’avigājil (Pausalform, 1 Chr 2,16 ). Ebenso als Pausalform mit langem ā (’avigājil) auszusprechen ist die einfach defektive Schreibung (2.) אבגיל ’bgjl (1 Sam 25,3 ). An zwei anderen Stellen soll hingegen ’avigajil gelesen werden, obwohl andere Konsonanten geschrieben werden: Das Ketib in 1 Sam 25,18 , אבוגיל ’bwgjl (3.), geht möglicherweise auf eine alte Namensvariante Abugajil zurück. Die Masoreten haben diese Form aber wie einen Schreibfehler behandelt und deshalb hier als zu lesende Form (Qere) ’avigajil vorgeschrieben. Ebenso soll das Ketib אביגל ’bjgl (4.) in 2 Sam 3,3  als ’avigajil gelesen werden. Dabei wird ein Konsonant (Jod) gelesen, obwohl er nicht geschrieben wird. Das Ketib könnte hier auf die Namensvariante Abigal zurückgehen. Dieselben Buchstaben אביגל ’bjgl werden in 1 Sam 25,32 , wo es um die gleiche Person geht, als אֲבִיגַל ’avigal vokalisiert. Damit liegt hier die Namensvariante Abigal vor. Die älteste Schreibweise war möglicherweise אבגל ’bgl; aus dieser Form lässt sich die Entstehung der anderen am einfachsten erklären.

## Erwähnung in der Bibel

### Abigajil, die Frau Nabals und spätere Frau Davids
In 1 Sam 25,3  wird Abigajil als Frau Nabals erwähnt. Nachdem der reiche Hirte Nabal König David bei der Nachfrage um Nahrung abgewiesen hatte, kam Abigajil dieser nach, um weiteres Unheil zu verhindern. Dieses unverzügliche Handeln kann als Ausdruck dafür gedeutet werden, dass Abigajil nicht in ihrem Glauben zögerte. Zudem erbittet sie Nachsicht für ihren Mann und nimmt seine Schuld auf sich. Auch diese Reaktion kann positiv interpretiert werden, sodass Abigajil positive Eigenschaften, bis hin zu einer Vorbildfunktion, zugeschrieben werden.
Sie bietet David prophetische Führung und göttliche Zusicherung an. Weiterhin rät sie ihm, von Rache abzusehen und prophezeit, dass Gott ihm ein sicheres Haus geben wird (1 Sam 25,28 ). Dabei erinnert ihre Sprache an das Orakel Nathans in 2 Sam 7,11 . Später, als Nabal stirbt, willigt Abigajil ein, Davids Frau zu werden.
Sie findet aufgrund dessen häufig Erwähnung im 1. Teil des Samuelbuches und wird weiterhin im 2. Teil des Samuelbuches (2 Sam 2,2–3 ) und auch innerhalb der Chronik (1 Chr 3,1 ) erwähnt.

### Abiga(ji)l, die Schwester Zerujas
Zudem gibt es einen Namenszwilling. Diese Abigal / Abigajil wird als Mutter Amasas und Schwester Zerujas in den Versen 2 Sam 17,25  (hier mit der Namensform Abigal) und 1 Chr 2,16f  (als Abigajil) erwähnt. Gemäß 1 Chr 2,16  werden Abigajil und Zeruja als Töchter Isais und Schwestern Davids vorgestellt. Dem widerspricht die Angabe im masoretischen Text von 2 Sam 17,25 , wonach Abigal, die Schwester Zerujas, eine Tochter von Nahasch war, und nicht von Isai.

## Beschreibung Abigajils laut Bibel
Abigajil wird in 1 Sam 25,3  als Frau von klarem Verstand und von schöner Gestalt beschrieben, was im Gegensatz zur Charakterisierung ihres Mannes Nabals positive Eigenschaften sind. Diese Gegenüberstellung der Personen mündet schließlich darin, dass der Knecht Davids mit Abigajil spricht (1 Sam 25,3 ), da mit Nabal nicht geredet werden kann. Das Bringen von Nahrung zu David und seinen Männern und auch das Erbitten von Gnade für ihren Mann (1 Sam 25,23f. ) kann jeweils als weise Handlung interpretiert werden. Diese Lesart korrespondiert mit den in 1 Sam 25,3  beschriebenen Eigenschaften.
Ihr Handeln kann ebenfalls als opportunistisch aufgefasst werden. Diese Lesart wiederum wird untermauert durch ihre Bitte, dass David sie erinnern soll, sobald er Gottes Segen erhält (1 Sam 25,31 ). Auch der Verweis auf das Fehlen von Trauer nach Nabals Tod kann als Argument für diese Interpretation dienen.

## Abigajil im jüdischen Glauben

### Rabbinisches Judentum
Jüdische Literatur beschreibt Abigajils Schönheit und listet sie zusätzlich als eine von sieben Prophetinnen auf. Mit Hilfe ihrer Schönheit bewahrt sie David davor, Blutschuld zu begehen. Außerdem verhindert sie den Verkehr Davids mit einer menstruierenden Frau, was als unrein gilt.
Der Name des Sohnes, den Abigajil David gebar, war Kilab (hebräisch כִּלְאָב volksetymologisch ‚wie zum Vater gehörig‘, 2 Sam 3,3 ). Dieser Name schafft eine sprachliche Verbindung zu David. Dieser insgesamt zweite Sohn Davids wird auch in (1 Chr 3,1 ) erwähnt, heißt dort jedoch Daniel.

### Mittelalterliches Judentum
Abigajil ist innerhalb nach-biblischer Literatur nicht oft erwähnt. Im Talmud ist sie als Frau dargestellt, die bereits vor dem Tod ihres Mannes Nabal eine Ehe mit David ersehnt. Zudem nutzt sie ihre Attraktivität, um eine Audienz bei David zu bekommen.
Sie ließ Barmherzigkeit walten gegen den Willen ihres Mannes, indem sie David und seinen Männern Nahrung brachte.

### Grabstein-Inschriften

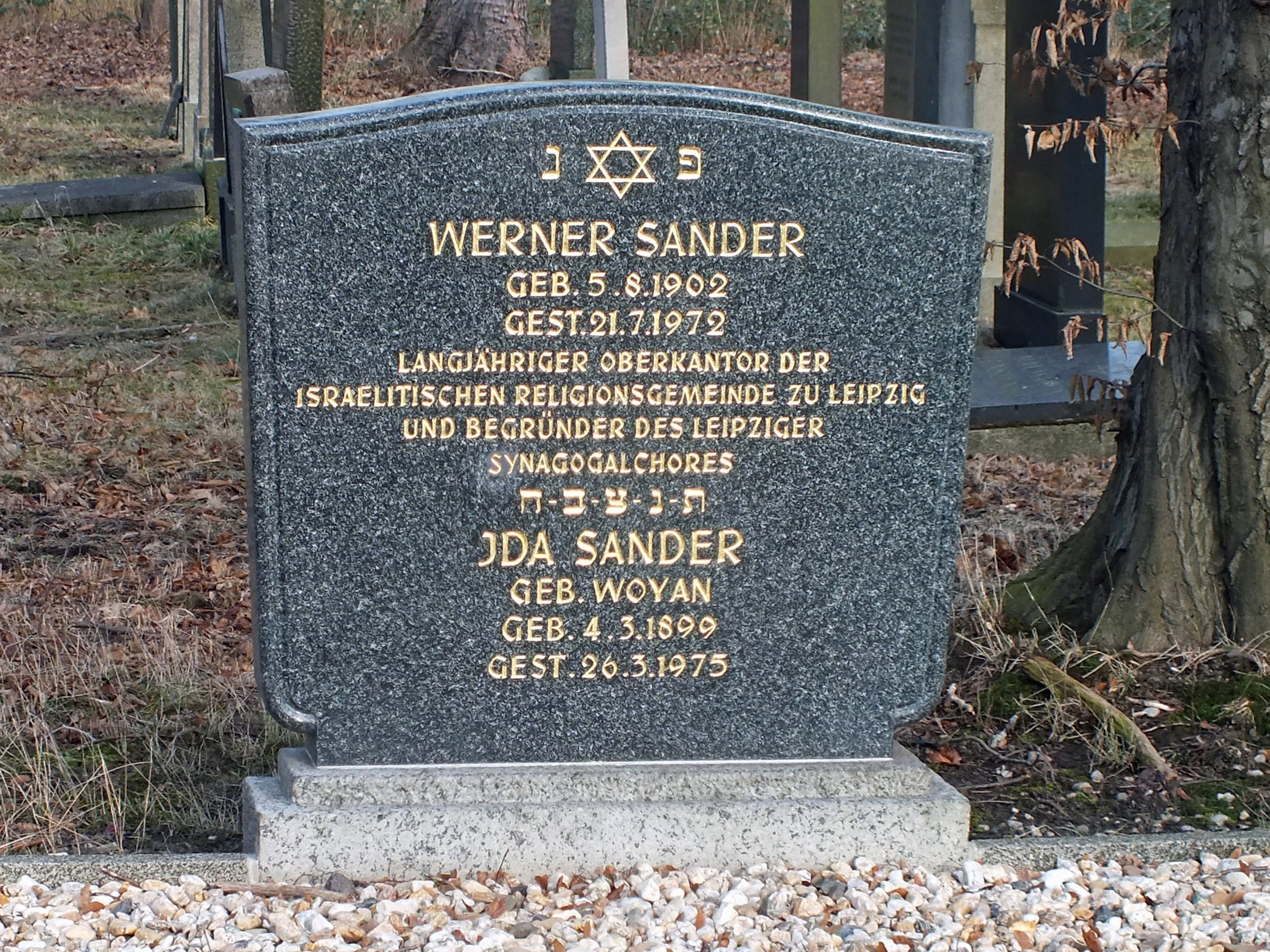
Grab von Ida und Werner Sander auf dem Neuen Israelitischen Friedhof in Leipzig. In der Mitte ist zu lesen, die Kurzform für „Seine/Ihre Seele sei eingebunden in das Bündel des Lebens!“

Der Ausspruch Abigajils „Seine/Ihre Seele sei eingebunden in das Bündel des Lebens!“ (1 Sam 25,29 ) ist vielfach auf Grabsteinen von Juden als Segenswunsch zu finden. 
Der Ausspruch wurde bereits vier Mal auf spätantiken jüdischen Grabsteinen nachgewiesen, unter anderem in Tortosa. Dabei wird der Vers eschatologisch gedeutet, wie das auch in rabbinischen Quellen belegt ist.
Meist wird der Vers auf Hebräisch niedergeschrieben, er ist bei mehrsprachigen Inschriften oft der einzige hebräische Bestandteil. Lediglich einmal ist der Spruch auf Latein belegt.
Auch auf Mazewot aus dem 6. und 7. Jahrhundert in Italien wurde der Ausspruch Abigajils aufgenommen. Er ist heute weltweit auf jüdischen Grabsteinen verbreitet. Meist wird der Satz abgekürzt nur mit seinen hebräischen Anfangsbuchstaben ת׳נ׳צ׳ב׳ה׳ t.n.ts.b.h. wiedergegeben.